# Pleurothallis phyllocardioides
Pleurothallis phyllocardioides är en orkidéart som beskrevs av Rudolf Schlechter. Pleurothallis phyllocardioides ingår i släktet Pleurothallis och familjen orkidéer. Inga underarter finns listade i Catalogue of Life.

## Bildgalleri

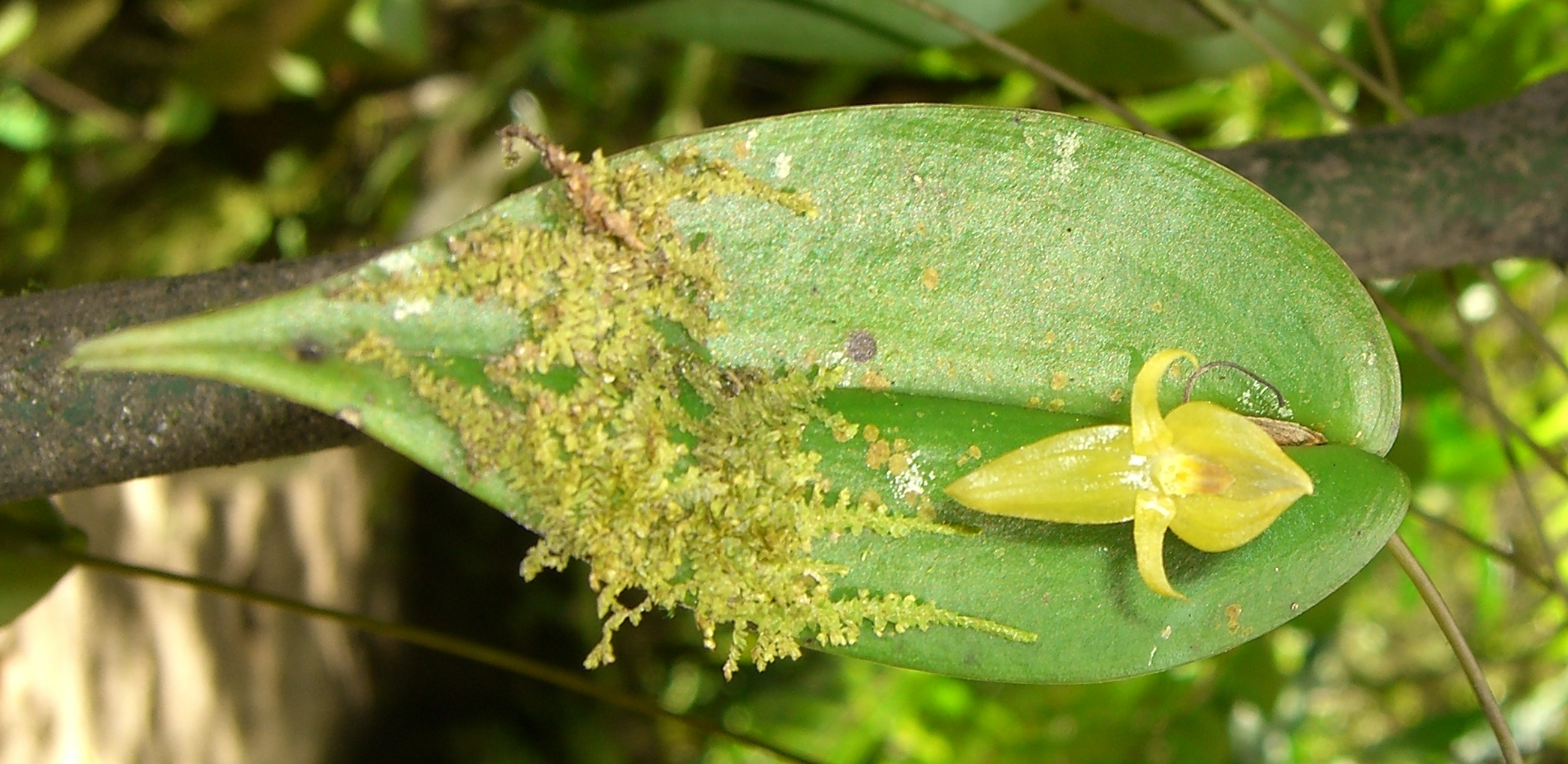